# روتشستر (فيرمونت)
روتشستر (بالإنجليزية: Rochester, Vermont)‏ هي بلدة تقع في مقاطعة وندسور (فيرمونت) بولاية فيرمونت في الولايات المتحدة. تأسست عام 1781 (Vermont)، تبلغ مساحتها 148.6 (كم²)، وترتفع عن سطح البحر 620 م، بلغ عدد سكانها 1139 نسمة في عام 2010 حسب إحصاء مكتب تعداد الولايات المتحدة .

## معرض صور

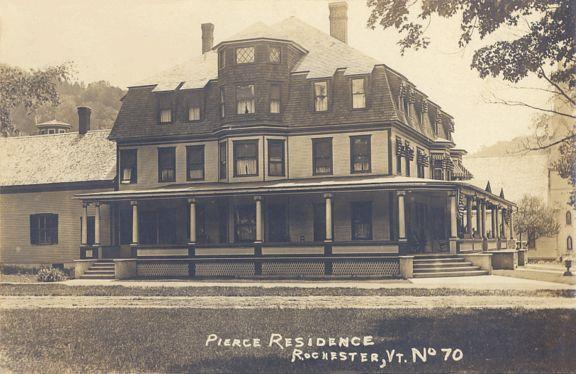
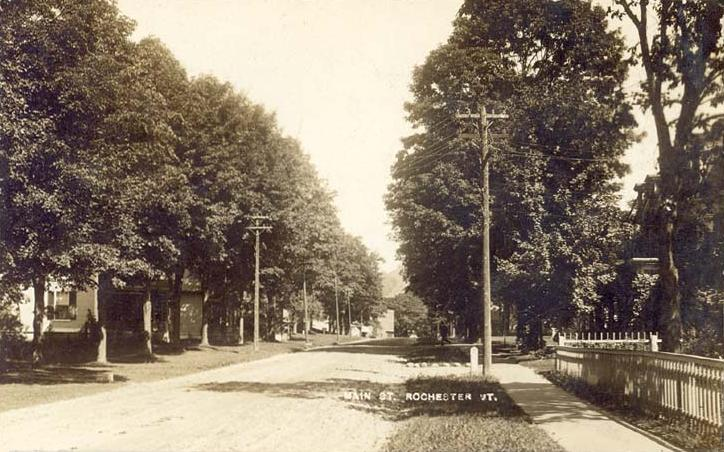
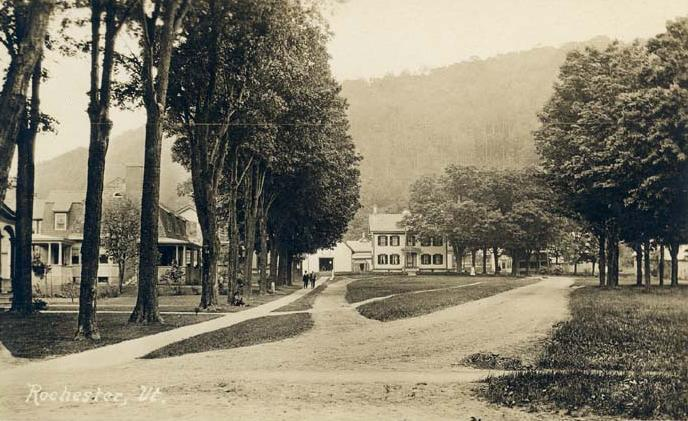

## أعلام
- ويس ستيفنز

## وصلات خارجية
- www.rochestervermont.org
- The US50 - Cities and Towns in Vermont State
- Vermont Cities and Towns, Facts, Map, Flag, Colleges, Government, and More